# Шотокан
Шотокан (Shotokan) е стил в карате с основател Гичин Фунакоши (Gichin Funakoshi, 1868 – 1957). Той е човекът, който „официално“ пренася карате от Окинава в Япония, като прави първата демонстрация през 1922 в Токио. „Шото“ е псевдонимът, с който Гичин Фунакоши подписва литературните си произведения. Шотокан се е наричала залата, която отваря врати през 1936 г., в която тренират неговите ученици. „Кан“ означава клуб, група, дом или школа на японски език.

## Произход
Гичин Фунакоши тренира и двата популярни на Окинава стила карате по това време: Шорей-рю (Shorei-ryu) и Шорин-рю (Shorin-ryu). Той комбинира и изменя в известна степен стиловете, като създава своя разработка, въпреки че никога не я наименува. Неговото карате отразява промените, направени в изкуството от един от учителите му – Анко Итосу (Anko Itosu). Фунакоши променя имената на някои от учебните формални серии – ката – ръководейки се от желанието да направи „чуждите“ окинавски имена по-приемливи за японците.
Като всеки стил в карате и Шотокан има свои особености. Това, което прави Шотокан уникален сред другите стилове на карате са ниските стойки. При карате шотокан важен елемент е всяка стойка да бъде изпълнявана на ниско ниво. По такъв начин атакуващият или отбраняващият се има
по-голяма устоичивост. Ниската стойка спомага за по-бързо придвижване по татамито, както
и по-голямо затрудняване на противника.

## Развитие
Шотокан е един от най-популярните стилове в карате, както в международен план, така и в България. И при него, както и при много други стилове, се оформят много подразделения и школи, които най-често се водят от личните ученици на Фунакоши. Някои от най-известните имена в света, свързани с Шотакан са: Масатоши Накаяма, Таиджи Касе, Хидетака Нишияма, Исао Обата, Сеичи Тагаки, Хироши Ногучи, Шигеру Егами, Геншин Хирониши, Цутому Ошима, Териюки Оказаки, Такаюки Миками, Хироказу Каназава, Кейносуке Еноеда, Тетсухико Асай, Масахико Танака, Садашиге Като.
През 1948 се основава Японската Карате Асоциация – ЯКА (Japan Karate Association – JKA). Карате си остава не особено популярно извън Япония до 1953, когато Хидетака Нишияма е поканен в една от американските военни бази да представи стила и изнася демонстрации и обучава военнослужещите.
През 1956 той заедно с Масатоши Накаяма (който от 1958 е Главен инструктор на ЯКА) разработват програма за обучение на инструктори и първите двама, които завършват курса са Такаюки Миками и Хироказу Каназава. Трябва да се отбележи, че Японската Карате Асоциация има много поддръжници сред политическият елит на Япония (нейни председатели са били министри) и през 1957 е официално призната от Министерството на образованието. Същата година се провежда и първият Общояпонски шампионат, спечелен от Каназава. През 1965 ЯКА изпраща няколко утвърдени инструктора зад граница, за популяризиране на карате: Хироказу Каназава (сега 10 дан, шеф-инструктор на SKI), Ютака Ягучи (Yutaka Yaguchi, сега 8 дан в ISKF), Кейносуке Еноеда (сега 8 дан KUGB), Хироши Шираи)Hiroshi Shirai, сега 8 дан ITKF) – по това време всички с 5 дан. През 1970 се провежда и първият Световен карате шампионат. След смъртта на Накаяма през 1987, ЯКА се разделя на две фракции, водени съответно от Тетсухико Асай и Мотокуни Сугиура (Motokuni Sugiura), което води до дългогодишни съдебни дела.

## Кати в шотокан
В някои случаи създадените от Фунакоши кати били променени от учениците и последователите му.
Изучаваните днес кати са: Басай дай (Bassai dai), Басай шо (Bassai sho), Чинте (Chinte), Енпи (Enpi/Empi), Ганкаку (Gankaku), Годжушихо дай (Gojushiho dai), Годжушихо шо (Gojushiho sho), Хангецу (Hangetsu), Хеян шодан (Heian shodan), Хеян Нидан (Heian nidan), Хеян сандан (Heian sandan), Хеян йодан (Heian yondan), Хеян годан (Heian godan), Джиин (Ji'in), Джион (Jion), Джитте (Jitte), Канку дай (Kanku dai), Канку шо (Kanku sho), Меикьо (Meikyo), Ниджушихо (Nijushiho), Сочин (Sochin), Текки нидан (Tekki nidan), Текки сандан (Tekki sandan), Текки шодан (Tekki shodan), Унсу (Unsu), Уанкан (Wankan).
Изучаването на ката започва обикновено с групата учебни кати Хеян, но понякога в ролята на преход между кихон и ката се използват някои от групата Тайкиоку. Обучението продължава с групите Теки, Басай и Канку. В някои клубове и организации е прието катата Текки шодан, а понякога и Басай дай, Джион и Канку дай да бъдат считани за предмайсторски.

## Шотокан днес
Някои от най-големите организации в света днес, разпространяващи Шотокан, са International Japan Karate Association (IJKA) World Shotokan Karate-Do Federation (WSKF) World Karate Federation (WKF), Japan Karate Association (JKA) и ITKF.
Един от тези, които създават собствена организация – Shotokan Karate International – е Хироказу Каназава (1931). Интересното за него е, че дълги години паралелно с карате практикува и Tai Chi Chuan.
Таиджи Касе (1929 – 2004) основава World Shotokan Karate Academy. Той учи бойни изкуства първоначално под ръководството на баща си (джудо инструктор), а след това при Гичин Фунакоши и неговият син Йошитака (Yoshitaka). През 1964 напуска Япония за да преподава карате по целият свят.
Нишияма нарича своята организация All-America Karate Federation (сега American Amateur Karate Federation). Организацията на Ошима се нарича Shotokan Karate of America (SKA).
Под силното влияние на Йошитака Фунакоши (Yoshitaka или Gigo Funakoshi, зависи как се прочетат йероглифите на името, 1906 – 1945) Шигеру Егами (1912 – 1981), който започва с карате на 18-годишна възраст (преди това практикува джудо, кендо и айкидо) създава заедно с Геншин Хирониши (Genshin Hironishi) Шотокай (Shotokai), водено от идеята, че карате е предимно борба със самия себе си, постоянно търсене на физическо и духовно усъвършенстване, отричане на спорта.
В повечето случаи разликите в обучението в различните организации не са особено съществени. Все пак те идват от един първоизточник само отпреди половин век. Има, разбира се, много интерпретации от различните майстори за изпълнението и целта на движението в ката, но главното различие е в състезателния правилник. Най-общо казано спортният правилник на едната федерация (WKF) не позволява контакт и ударите се маркират, като за всеки удар се взимат различно количество точки. В другата федерация (ITKF) спортният правилник позволява удари в тялото с пълна сила и безконтактно маркиране на ударите в главата, като се играе само до 1 ипон (точка).

## Шотокан в България
В България шотокан се развива от:
1. Българска национална федерация по карате (БНФК – представител на WKF и EKF – спортно карате признато от МОК). Шотокан към БНФК, ЕКФ и СКФ се развива от треньорите Русалин Русалинов и Евгени Щерев 5-и дан – първия медалист за България от световно първенство 1992 г. във Вашингтон, САЩ. Участват на европейски и световни първенства с отбори от 2004 г., и донасят десетки медали за българския шотокан.
2. Българска федерация шотокан карате-до (БФШК). През 2004 г. Лъчезар Ненов – гл. инструктор на IJKA-България поема инициативата за създаване на федерация по шотокан по препоръка за преструктуриране на IJKA-България от главния инструктор на International Japan Karate Association (IJKA) – Шихан Садашиге Като, 9 дан. В резултат на това през 2005 г. в Плевенския окръжен съд е регистрирана Българска федерация по карате-до (БФК е представител на IJKA и SKDUN). През 2006 г. БФК провежда първото национално първенство по Шотокан Карате До. На 19 август 2011 г. БФК официално променя името си на Българска федерация шотокан карате-до (БФШК), а за председател на УС е избран Александър Славков. БФШК получава лиценз от МФВС. БФШК развива направленията IJKA, WSKF, JKA и SKDUN.

От 1989 г. има и специалност „Треньор по карате-до“ в Националната спортна академия (НСА).

## Общи термини
| - Yoi: Внимание - Hai: Да - Yame: Спри - Rei: Поздрав - Sensei: Учител - Mawa-te: Обръщане - Gi: Екип за карате - Dojo: Тренировъчна зала | - Ich: Едно - Nii: Две - San: Три - Shii: Четири - Go: Пет - Roko: Шест - Shich: Седем - Hach: Осем - Ku: Девет - Ju: Десет |